# Doris Pilkington Garimara
Doris Pilkington Garimara (Balfour Downs Station, (?)1937 - Perth, 10 april 2014), door haar moeder Nugi Garimara genoemd, was een West-Australische schrijfster van Aboriginesafkomst. Ze werd vooral bekend door haar in 2002 verfilmde boek Follow the Rabbit-Proof Fence.

## Leven
Doris Pilkington werd prematuur geboren op Balfour Downs Station in West-Australië. Haar moeder heette Molly Craig Kelly en haar vader was een veedrijver van aboriginesafkomst. Kelly noemde haar dochter Nugi Garimara maar Mary Dunnet, wier familie het station beheerde, vond dat maar "een domme naam". Volgens haar "diende ze een degelijke naam te krijgen en Doris genoemd te worden".
Pilkington overleefde maar haar geboorte werd niet geregistreerd. Het departement inheemse zaken zou haar later de geboortedatum 1 juli 1937 geven. Haar moeder was in 1931 al eens ontsnapt uit Moore River Native Settlement maar werd, toen ze een blindedarmontsteking kreeg na de geboorte van Pilkingtons zusje Anna, met haar twee dochters terug naar Moore River gezonden. In 1941 ontsnapte ze weer maar liet haar oudste dochter Doris achter omdat ze tijdens de ontsnappingstocht niet allebei haar dochters kon dragen.
Toen ze twaalf jaar oud was werd Pilkington naar de 'Roelands Mission Farm' nabij Bunbury overgeplaatst. Er werd haar geleerd dat "haar cultuur des duivels was en dat hoe zwarter je huid was hoe slechter je als mens was". Pilkington mocht in 1955 als eerste meisje uit de missie aan een opleidingsprogramma voor hulpverpleegsters deelnemen. Ze vestigde zich daarna met haar man Gerry Pilkington in Geraldton en kreeg zes kinderen. Haar man was slechts 1/8 Aborigines en zij was 3/4 Aborigines. De familie van haar man was daarom tegen het huwelijk gekant. Hij leed daaronder en begon te drinken. Doris Pilkington zocht contact met haar moeder maar een in 1962 georganiseerde reünie bleek zwaar te dragen. Pilkington was gechoqueerd door de armoede en brutaliteit van de cultuur in het outbackkamp.
In 1981 verliet Pilkington haar man en ging journalistiek studeren aan de Curtin University in Perth. Twee jaar later trok ze naar Jigalong en leerde er over haar moeders ervaringen, vooral door met haar tante Daisy te praten. Pilkington nam notities en keek alle feiten na in de officiële documenten. Ze begon fictie te schrijven. In 2002 leverde ze een bijdrage aan Many Voices: Reflections on Experiences of Indigenous Child Separation.
Doris Pilkington Garimara stierf op 10 april 2014 in Perth, drie weken nadat ze nog een laatste maal naar de regio Pilbara gereisd was. Ze liet 4 kinderen, 31 kleinkinderen en 80 achterkleinkinderen na. Ze had twee dochters verloren.

## Werk
Pilkingtons eerste novelle, Caprice: A Stockman's Daughter, werd in 1991 uitgegeven nadat het in 1990 de David Unaipon National Award kreeg. Het verhaal gaat over een vrouw die probeert haar aborigineswortels te ontdekken.
Haar tweede boek, Follow the Rabbit-Proof Fence, is het verhaal van haar moeders eerste ontsnapping uit Moore River Native Settlement. Het is het verhaal van drie meisjes die langs de rabbit-proof fence naar hun familie terugkeren, een tocht van 1.600 kilometer door de woestijn. Het boek bracht de gestolen generaties, meer dan 100.000 aborigineskinderen die na 1905, zestig jaar lang, bij hun ouders werden weggehaald, in Australië en internationaal in de belangstelling.
In haar derde boek, Under the Wintamarra Tree, beschrijft Pilkingtons haar eigen wedervaren in de Moore River Native Settlement en op de Roelands Mission Farm.
Pilkingtons laatste boek was een bewerking van Follow the Rabbit-Proof Fence voor kinderen, Home to Mother.

## Verfilmingen
In 2002 werd haar tweede boek verfilmd door Phillip Noyce met muziek van Peter Gabriel: Rabbit-Proof Fence. De film won verscheidene nominaties en prijzen.

## Ontvangst, nominaties, prijzen en onderscheidingen
- De novelle Caprice, A Stockman's Daughter kreeg in 1990 de "David Unaipon Award".[2]
- In mei 2008 kreeg ze de "Red Ochre Award" voor haar levenswerk als Aborigines.[6]
- In 2006 werd Pilkington als lid opgenomen in de Orde van Australië.[7]
- Ze werd in 2022 postuum in de 'Western Australian Writers Hall of Fame' opgenomen.[8]

- Australian Women's Register: AWE1185b
- Bibsys: 4040462
- Bibliothèque nationale de France: cb144693777 (data)
- CiNii: DA10447621
- Gemeinsame Normdatei: 124592074
- International Standard Name Identifier: 0000 0001 1780 349X
- Library of Congress Control Number: n92000379
- Bibliotheek van het Japanse parlement: 00935062
- Nationale Bibliotheek van Tsjechië: mzk2011629148
- Nationale bibliotheek van Australië: 35679056
- Nationale Bibliotheek van Israël: 987007379546005171
- Nederlandse Thesaurus van Auteursnamen: 244162387
- Système universitaire de documentation: 070674507
- Trove: 554776
- Virtual International Authority File: 115365329
- WorldCat: E39PBJhmFdhMbq4QpQD4XXhCQq